# جيميما أوسوندي
جيميما أوسوندي (بالإنجليزية: Jemima Osunde)‏ (مواليد 30 أبريل 1996) هي مُمثلة نيجيرية.

## روابط خارجية
جيميما أوسوندي على موقع IMDb (الإنجليزية)
- جيميما أوسوندي على موقع ألو سيني (الفرنسية)